# Ублюдок 2
«Ублюдок 2» (англ. Creep 2) — американский независимый психологический фильм ужасов 2014 года, снятый в жанре найденной плёнки 2017 года, режиссером которого является Патрик Брайс, а сценаристами — Брайс и Марк Дюпласс. Этот фильм является продолжением фильма Брайса 2014 года под названием «Ублюдок» (англ. Creep), который также был написан Дюплассом и Брайсом. Дюпласс вновь исполняет свою роль из первого фильма — серийного убийцы, который заманивает ничего не подозревающих видеографов к себе, чтобы убить их, а Дезире Акхаван играет его последнюю жертву.
Фильм был впервые показан на мировом уровне на кинофестивале в Сиджесе 6 октября 2017 года и выпущен 24 октября 2017 года компанией The Orchard. Как и его предшественник, Creep 2 также получил положительные отзывы критиков, особенно отмечая высокую оценку сценария, атмосферы, черного юмора и актерской игры главных исполнителей.
В июне 2024 года Брайс и Дюпласс подтвердили, что сериал по франшизе в разработке и выйдет под названием «The Creep Tapes».

## Сюжет
Продуктивный серийный убийца, использующий имя «Аарон» в честь своей предыдущей жертвы, и вдохновляющийся Джоном Карпентером, чувствует себя недовольным своими последними убийствами и переживает кризис среднего возраста. Когда его объявление о поиске видеографа привлекает неуспешную ютубершу Сару в его хижину в лесу, Аарон меняет свой подход, говоря ей напрямую, что он серийный убийца, который позволит Саре жить еще 24 часа, если она запишет документальный фильм о его жизни. Сара, сомневаясь в его искренности, соглашается снимать Аарона в надежде, что видео сделает ее неудачный веб-сериал о эксцентричных клиентах Крэйгслиста популярным.
В течение дня Аарон безуспешно пытается напугать Сару, которая бесстрашно реагирует на его эксцентричность. В то время как Сара продолжает сомневаться, что Аарон — серийный убийца, Аарон информирует ее, что он намерен завершить документальный фильм, заставив ее убить его. В конечном итоге ему удается напугать Сару, инсценировав сцену самоубийства, после чего она почти уходит от него. Однако, когда Аарон раскрывает, что это была лишь шутка, она остается, и Аарон убеждает ее, что на самом деле он лишь хотел с ней так познакомиться и всем этим театром надеялся получить ее внимание. Она верит ему, что заканчивается поцелуем.
Аарон ведет ночью Сару в лес, и объявляет, что документальный фильм закончится тем, что они вместе покончат с собой. Сара пытается сбежать, когда видит, как Аарон пырнул себя ножом в живот, но Аарон догоняет ее, много раз пыряет ножом и тащит ее в могилу, которую он выкопал для них обоих. Когда Аарон произносит завершающий монолог, все еще живая Сара вылезает из могилы и бьет его лопатой по голове, прежде чем убежать.
Фильм заканчивается скрытой съемкой Сары, которая идет по парку и садится в автобус. Сначала она не замечает, что ее снимают, но после того как человек с камерой насвистывает знакомую ей мелодию, она резко замечает его и видео обрывается.

## В ролях
| Актер          | Роль  |
| -------------- | ----- |
| Марк Дюпласс   | Аарон |
| Дезире Акхаван | Сара  |
| Каран Сони     | Дэйв  |

Кроме того, Кайл Филд, Кавех Захеди и Джефф Ман исполняют роли Уэйда, Рэнди и Алекса, персонажей из веб-сериала Сары. Режиссер Патрик Брайс снова появляется в роли Аарона (в титрах называется «Старый Аарон») в архивных кадрах из первого фильма.

## Производство
В марте 2014 года было объявлено, что Дюпласс планирует сделать фильм трилогией, с компанией RADiUS-TWC в производстве и дистрибуции фильмов, а производство должно было начаться позже в том же году. В феврале 2015 года Дюпласс заявил, что производство не началось из-за проблем с расписанием. В августе 2016 года Дюпласс начал примерять костюмы для фильма. В тот же месяц Брайс подтвердил, что сиквел пущен в производство.

### Съемки
Основная фотосъемка фильма началась в сентябре 2016 года.

### Музыка
Джулиан Уасс написал саундтрек к Creep 2. Песня, которая звучит в титрах, — «Botanica de Los Angeles» от Xiu Xiu, взята из их альбома Angel Guts: Red Classroom.

## Релиз
Мировая премьера фильма прошла на кинофестивале в Сиджесе 6 октября 2017 года. На Netflix он был выпущен 23 декабря 2017 года.

### Реакция критиков
На агрегаторе отзывов Rotten Tomatoes фильм имеет рейтинг одобрения 100 % на основе 26 обзоров, со средним рейтингом 7,6 из 10. Консенсус сайта гласит: «Creep 2 имеет все, что заставило оригинал работать, и даже больше — больше смеха, больше неловкости, больше тревожного ужаса.» На Metacritic фильм имеет оценку 75 из 100 на основе рецензий 5 критиков, что указывает на «в целом благоприятные отзывы».
Джон ДеФор из The Hollywood Reporter написал: «Сиквел поразит любого поклонника оригинала. Он более свеж, чем большинство низкобюджетных триллеров, которыми заполняются кинотеатры в последнее время.» Кимберли Элизабет из Nightmare on Film Street назвала фильм «гипнотически тревожным», дав ему рейтинг 4 из 4. Майк Спрэг из JoBlo.com сказал, что фильм «так же тревожный и развлекательный, как и оригинал», и оценил его на 8 из 10.

### Сиквел
В 2017 году Брайс подтвердил, что третий фильм под названием Creep 3 находится в разработке, с Брайсом и Дюплассом возвращающимися в роли режиссера и актера соответственно.
4 июня 2024 года Дюпласс объявил о сериале The Creep Tales, полуторачасовом сериале, действие которого происходит во вселенной франшизы, каждая серия которого будет сосредоточена на разных жертвах серийного убийцы.